# Paolo Visconti
Paolo Visconti (falecido em 1469) foi um prelado católico romano que serviu como arcebispo de Palermo (1469 –1473).

## Biografia
No dia 6 de setembro de 1469, Paolo Visconti foi nomeado pelo Papa Paulo II como Arcebispo de Palermo. Serviu como arcebispo de Palermo até à sua morte em 1473.